# Rosa de Guadalupe González
Rosa de Guadalupe González Huerta es una ingeniera química, profesora e investigadora mexicana.

## Biografía
Estudió ingeniería química industrial en la Escuela Superior de Ingeniería Química e Industrias Extractivas (ESIQIE) y en el Instituto Politécnico Nacional (IPN). Tiene un doctorado en Ciencias Químicas, y es Coordinadora de la Red de Energía del IPN. 
Participó de varias conferencias. Obtuvo el reconocimiento Premio L'Oréal UNESCO para las Mujeres en Ciencia en 2022. 

## Libros
- 2012, Tecnologías de Hidrógeno y Celdas de Combustible de Fuentes Renovables. (ISBN 9783847357650)